# Trachionus belfragei
Trachionus belfragei är en stekelart som först beskrevs av William Harris Ashmead 1889.  Trachionus belfragei ingår i släktet Trachionus och familjen bracksteklar. Inga underarter finns listade i Catalogue of Life.